# 今里英三
今里 英三（いまざと えいぞう、1905年（明治38年）8月21日 - 2007年（平成19年）8月20日 ）は、日本の実業家。近畿日本鉄道（近鉄）の元社長（大阪電気軌道創立から8代目）。奈良県奈良市八島町出身。

## 経歴
1930年（昭和5年）、慶應義塾大学経済学部卒業とともに当時の大阪電気軌道に入社。同社が合併を経て近畿日本鉄道となったのち、1958年（昭和33年）に取締役経理局長となる。以後、1960年（昭和35年）常務取締役、1965年（昭和40年）専務取締役を経て、1971年（昭和46年）に取締役副社長。1973年（昭和48年）5月、近鉄中興の祖といわれた佐伯勇の後任として社長に就任する。近鉄社長としては初の私大卒であり、退任後も現社長の小林哲也（早稲田大学卒）まで私大卒の社長はいなかった。社長在任中には、新青山トンネルの掘削を含む近鉄大阪線の全線複線化が実現している。
1977年（昭和52年）6月、社長を退任して相談役となり、1985年（昭和60年）8月まで務めた（取締役兼務は1981年（昭和56年）まで）。
2007年の誕生日前日まで生存したが、満101歳没は近鉄社長経験者としては最も長寿である（2番目は上山善紀の満94歳没、前任の佐伯勇は満86歳没）。